# Салернская врачебная школа

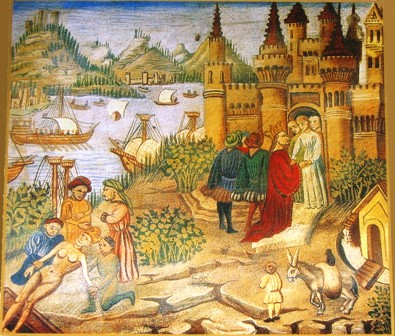
Гравюра Салернской врачебной школы XI—XII век.

Сале́рнская враче́бная шко́ла — высшая медицинская школа, возникшая в IX веке и располагавшаяся в итальянском городе Салерно. Претендует на звание первого высшего учебного заведения в Европе, хотя университетом не называлась. Обучение в школе продолжалось девять лет: первые три года изучалась логика, затем в течение пяти лет теория медицины, после — год практического обучения.

## Возникновение
Школа возникла на базе госпиталя при монастыре Монтекассино, а также существовавшей ещё до IX века в Салерно корпорации врачей. По легенде же школа была основана случайно встретившимися на этом месте в грозу четырьмя врачами: итальянцем, греком, арабом и евреем.

## История развития
В истории школы выделяется два периода: греческий, с момента основания и до XII века, и греко-арабский, с середины XII века. Период расцвета школы пришёлся на X—XIII века, когда в ней работали архиепископ Альфанус и Константин Африканский, бывший хорошим врачом и занимавшийся переводами на латынь греческих и арабских трактатов по медицине. В этот период школа стала широко известна, а выходившие в ней трактаты становились каноном для преподавания медицинских наук в других учебных заведениях. В период руководства школой в XII веке Иоанном Миланским император Священной Римской империи Фридрих II постановил, что получить лицензию практикующего врача в его владениях можно только в этом учебном заведении. Школа, сохранявшая традиции античной медицины, иногда называлась «civitas Hippocratica» (Гиппократовое общение).

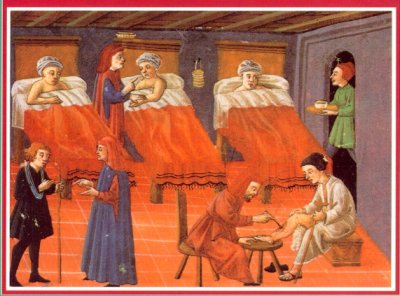
Гравюра, изображающая врачей и пациентов Салернской врачебной школы XI—XII век.

В Салернской школе и к обучению, и к преподаванию допускались как священники, так и миряне, а также женщины (Женщины Салерно). В XI веке одной из преподавательниц здесь была Абелла, автор трактатов «De atra bile» («О чёрной желчи») и «De natura seminis humani» («О природе человеческого семени»). Среди учёных женщин-преподавателей школы около 1059 года была Тротула — «nobilis matrona», написавшая в том числе труды «De passionibus mulierum» («О женских болезнях») и «De compositione medicamentorum» («О составлении лекарств»), дошедшие до нашего времени и неоднократно цитировавшиеся многими авторами XI—XII веков. Сохранилось и несколько других медицинских трактатов, написанных женщинами Салернской школы — например, работы Ребекки Гуарны «О лихорадках», «О моче», «О зародыше». В 1480 году в школе вышла известная работа «Салернский кодекс здоровья» Арнольда из Виллановы. Анатомические эксперименты на свиньях, проводившиеся в школе, способствовали росту медицинских знаний благодаря фактам сходства между человеческой и свиной анатомией.
В X—XIII столетиях школу продолжали называть «городом Гиппократа», даже после учреждения здесь школ юристов и философов.
С созданием в 1224 году Неаполитанского университета, где также изучали медицину, значение Салернской школы начало снижаться. Окончательно она была закрыта 29 ноября 1811 года.

## Письменное наследие
В трактатах школы было собрано значительное количество медицинских знаний того времени. Так, в IX—XI веках здесь были написаны «Антидотарий» с 60 рецептами и «Пассионарий» — практическое руководство по диагностике заболеваний, а в XII веке — трактат «De aegritudinum curatione» («О лечении заболеваний»), описывающий лечение всех известных тогда болезней. Получило известность сочинение «De adventu medici ad aegrotum» («О приходе врача к больному»). Именно в рамках Салернской школы произошло выделение фармацевтики в отдельную области знания, что было закреплено Салернским эдиктом Фридриха II. Ещё одним известным трудом школы гигиеническая поэма «Правила Салернской школы» (лат. «Regimen scholae Salernitanae»), впервые напечатанная в 1480 году в Кёльне и с тех пор неоднократно переиздававшаяся. В начале XIII века на базе Салернской школы была создана работа «Flos medicinae» («Цвет врачебного искусства»), в которой рассматривалось множество вопросов по медицине, включая теории о заражении теми или иными болезнями. Самому Иоанну Миланскому принадлежит сочинение по гигиене в форме леонийских стихов (лат. versus leoninus), которое, вероятно, было написано им в соавторстве с другими врачами школы, поскольку первый стих поэмы, обращённый к герцогу Роберту, сыну Вильгельма Завоевателя, который в 1101 году лечился в этой школе, содержит посвящение «Правителю англов пишет вся Салернская школа» (лат. Anglorum regi scribit schola tota Salerni).